# Бран (Приморская Шаранта)
Бран (фр. Bran) — коммуна во Франции, находится в регионе Пуату — Шаранта. Департамент коммуны — Приморская Шаранта. Входит в состав кантона Монтандр. Округ коммуны — Жонзак.
Код INSEE коммуны — 17061.

## Население
Население коммуны на 2010 год составляло 123 человека.
| 1962 | 1968 | 1975 | 1982 | 1990 | 1999 | 2010 |
| ---- | ---- | ---- | ---- | ---- | ---- | ---- |
| 205  | 196  | 157  | 135  | 132  | 129  | 123  |

## Экономика
В 2010 году среди 69 человек трудоспособного возраста (15—64 лет) 43 были экономически активными, 26 — неактивными (показатель активности — 62,3 %, в 1999 году было 69,0 %). Из 43 активных жителей работали 42 человека (27 мужчин и 15 женщин), безработной была 1 женщина. Среди 26 неактивных 7 человек были учениками или студентами, 14 — пенсионерами, 5 были неактивными по другим причинам.